# Shérazade, 17 ans, brune, frisée, les yeux verts
 (janvier 2018).
- Si vous ne connaissez pas le sujet, laissez ce bandeau (vous pouvez alors contacter les auteurs).
- Si vous supprimez le contenu mis en cause (vous pouvez préalablement contacter les auteurs),

argumentez précisément cette suppression dans la page de discussion
(un manque de référence n'est pas un argument ; une recherche réelle de référence doit avoir été effectuée, être formellement documentée).
 (janvier 2018).
Si vous disposez d'ouvrages ou d'articles de référence ou si vous connaissez des sites web de qualité traitant du thème abordé ici, merci de compléter l'article en donnant les références utiles à sa vérifiabilité et en les liant à la section « Notes et références ».
Shérazade, 17 ans brune, frisée, les yeux verts est le premier volet d'une trilogie romanesque écrite par l'auteure franco-algérienne Leila Sebbar (1941- aujourd'hui) et publiée aux éditions Stock en 1982.

## Présentation du roman
Shérazade est une adolescente de 17 ans vivant en région parisienne, fille d'une famille d'immigrés algériens. Elle décide de quitter le domicile familial et rejoint un squat de jeunes.
C'est le périple d'une jeune femme en quête d'une identité qu'elle ne retrouve qu'au travers des projections des autres et des multiples intertextualités. Cette adolescente des années 80 issue de la deuxième génération d’immigrés qui porte le nom du mythe fondateur de l'orientalisme décider de se lancer dans une errance dont l'objet reste ambivalent et vague. C’est la quête d’une identité hybride qui n’arrive pas à se créer et qui se retrouve, par la force des choses, dans un espace de flottement. Après avoir quitté sa famille pour rejoindre le squat, elle décide le quitter pour rejoindre l’Algérie.

## Construction du roman
Le chapitrage dans le roman de Sebbar a cela de particulier qu’il n’est pas une sorte de chaîne dont chaque maillon rejoindrait naturellement le suivant. La fin des chapitres ne marquent pas nécessairement le début du suivant. Leurs débuts et leurs fins ne représentent pas une suite d’actions ou de voix logiques, mais une information complémentaire pour le lecteur ou la lectrice. Le seul enchaînement que l’on puisse retrouver est l'enchaînement chronologique des faits. Les chapitres brisent la continuité de l’intrigue dont chacun d’entre eux reprendrait un fil narratif différent. Dans ces fils, la présence physique de Shérazade ne fait qu’apparaître et disparaître tandis que son évocation reste omniprésente dans chacun des chapitres. Bien qu’elle ne parle pas en son nom propre, les chapitres ne se construisent que par rapport à elle.
De façons plus techniques, dans les intitulés de chapitres de la table des matières, on distingue principalement trois catégories très claires : Les personnages, les lieux, et les références artistiques ou intertextuelles. 
| Les personnages | Les œuvres                                                                    | Les lieux                                                                              |
| Shérazade (4) Julien Desrosiers (le seul dont on connait le nom de famille) Djamila (2) Mériem (3) Pierrot Basile (2) Krim (1) Driss (2) Farid (1) Olivier (1) Camille/Rosa (Shérazade) (1) Eddy (aime Djamila) (1) Zouzou et France (1) Zingha (France) (1) Véro (1) Rachid (1) Yasmine (1) Esther (1) Omar (1) | Delacroix Feraoun Godard Verdi Matisse Fromentin Oum Kalthoum Zina Chassériau | Vanves Bobigny Chatelet Auteuil Algérie Bagatelle Orléans Jungle Nédroma Bouzaréa Ritz |

Si la fonction du chapitre chez Sebbar peut a priori apparaître comme purement technique et pratique, l’auteure glisse des indices concernant le récit tout au long de sa table des matières. Ils s’enchaînent comme une seule et même trame. Le rythme des chapitres et leurs intitulés nous rappellent d’ailleurs un trajet de métro (des vraies stations sont présentes dans les noms de chapitres). En alternant ces trois maillons, l’auteure regroupe et constitue en réalité les composantes principales d’une quête identitaire, une quête de soi, qui est en continuité avec l’intrigue et le récit : les noms, les espaces que les personnages traversent et qui les traversent en retour, ainsi que les références artistiques et intertextuelles qui contribuent à construire une nouvelle identité. Les chapitres intègrent pleinement le récit. Ils ne sont pas numérotés et se fondent dans le roman. À partir de ces éléments, il n’y a pas de doutes sur l’appartenance des chapitres à ce roman ainsi qu’à l’intrigue. Le chapitre est élément actif de l’ouvrage. On retiendra le mouvement dans l’espace, qui prend forme dans le chapitrage à travers la répartition spatiale par les noms de lieux et qui reprend le thème central du livre : l’errance et la quête de soi.

## Représentations mythologiques
L’identité littéraire et réelle et mythologique de son personnage se pose dès le titre, Shérazade, 17 ans, brune, frisée, les yeux verts qui suppose un avis de recherche pour une femme disparue ou en fuite. Shérazade perdue jusque dans son nom Shé-hé-razade qui perd ses deux lettres. Nous parlons ici d’identité mythologique dans la mesure où tout au long du roman, l’identité de Shérazade se construit à partir d’un imaginaire littéraire très souvent orientaliste qui reprend les traits de la figure littéraire de Shéhérazade, mais également les traits d’identité d’une jeune femme issue de l’immigration qui semble refuser la catégorisation de ces origines raciales et sociales. Si la règle courante est d’affirmer que la littérature s’inspire de nos réalités, dans cette œuvre, tous les personnages masculins projettent leurs lectures orientalistes sur la protagoniste : Shérazade.
Il ne s’agit donc pas de « réappropriation » mais bien de « réécriture » dans la mesure où l’auteure et son personnage ne sont pas dans une démarche de résurrection positive et personnifiée du mythe orientalisé, mais bien d’une réécriture moderne avec tout ce qu’elle implique en termes de charges supposées positives ou négatives.

## Regard sociologique du texte
L’ensemble des œuvres de l’auteure tourne autour des questions de quête d’identité. Comme le mentionne Nacira Guénif dans « Des beurettes  », les « filles d’immigrées » n’ont jamais fait l’objet d’intérêt particulier ou de recherches, elles n’ont jamais été au cœur de quoi que ce soit, à part quand il s’agissait de les opposer aux « garçons arabes », délinquants, toxicomanes, violents, etc. Mettre Shérazade au centre de ce livre, c’est donner une existence à un non-sujet. On remarque par ailleurs que tout au long de son ouvrage, la figure du garçon arabe est quasi inexistante. En revanche, on retrouve des figures masculines allégoriques du garçon français, comme Pierrot par exemple. Ce n’est qu’aux travers des regards de ces présences masculines que Shéhérazade existe.

## Traductions
Traduction anglais sous le titre de Sherazade par Dorothy Blair publiée aux éditions Interlink Books en 2014.